# 叉焼包

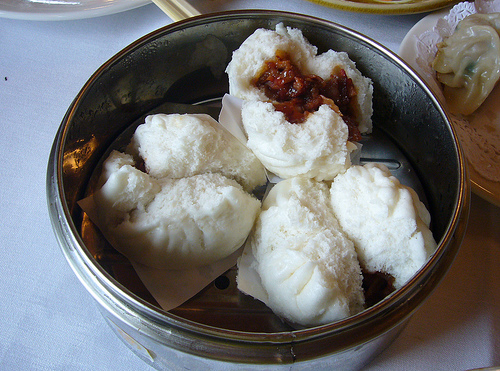
蒸した叉焼包

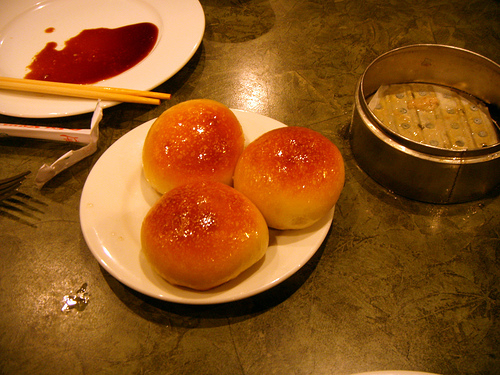
焼いた叉焼包

叉焼包（チャーシューバオ、さしょうほう、Cha siu baau）は、広東料理の一種で、叉焼（チャーシュー）を具にした包子である。飲茶の際の点心として食べられ、中国のパン屋でも売られている。

## 種類
作り方としては、蒸したものと焼いたものがある。蒸したものは白い皮であるが、焼いたものは光沢のある茶色の皮である。

## 広東料理
外見的には他の包子（特にパン生地は蓮蓉包で使う物と非常に良く似ている）と似ているが、生地に酵母とベーキングパウダーの両方が使われているのが特徴である。そのため、皮は密度が高いがとても柔らかい。
包子の中央には、柔らかく、甘く、じっくりと炙った豚肉のテンダーロインが入っている。チャーシューは賽の目に刻まれ、オイスターソース、海鮮醤、ごま油、米酢、紹興酒またはドライシェリー、醤油、砂糖、コーンスターチ等からなるタレと絡められている。

## ハワイ料理
ハワイでは、ピジン語でマナプア (Manapua) と呼ばれる。この言葉は、ハワイ語で豚肉 (puaʻa) を噛む (mana) という意味ではなく、豚肉のケーキ (meaʻono) を意味するmeaʻono-puaʻaを縮めたものである。アメリカ合衆国本土では中国語が使われることが多い。中国人がプランテーション作業員として移住してきた際に持ち込まれた。
ハワイのマナプアは、白いバンズと濃いピンク色の賽の目に切った豚肉のフィリングでできている。ハワイのものは通常、中国のものよりも大きく、やはり蒸すか焼いて作られる。赤い豚肉はチャーシューと呼ばれ、この色は豚肉を炙る前に極少量の硝酸カリウムに漬け込むことによるものである。マナプアは、現在では肉か豆のペーストを詰めたバンズ一般を指すようになり、ホットドッグ、カレーチキン、カルアピッグやベジタリアンのためのダイジョを使ったものさえ指す。ハワイでは出来立てのものや冷凍のものが中華レストランの店頭・パン屋・コンビニエンスストア等で売られている。

## 他国の類似の料理
- マナプア（ハワイ）
- 肉まん（日本）
- 焼包（フィリピン）
- バインバオ（ベトナム）
- コムレ（ノルウェー）